# Ron Tomsic
Ronald Paul Tomsic (Oakland (Califórnia), 3 de abril de 1933) é um ex-basquetebolista estadunidense que integrou a Seleção Estadunidense que conquistou a Medalha de Ouro disputada nos XVI Jogos Olímpicos de Verão de 1956 realizados em Melbourne, Austrália.